# Guindilia trinervis
Guindilia trinervis là một loài thực vật có hoa trong họ Bồ hòn. Loài này được Gillies ex Hook. & Arn. mô tả khoa học đầu tiên năm 1832.